# Alan Grayson
Alan Mark Grayson (New York, 13 maart 1958) is een Amerikaans politicus van de Democratische Partij. Voor hij de politiek in stapte, was Grayson jurist en advocaat. In de jaren 2000 specialiseerde hij zich in zaken tegen frauduleuze contractors in opdracht van de Amerikaanse overheid tijdens de Irakoorlog. Grayson was van 2009 tot 2011 volksvertegenwoordiger namens het 8e congresdistrict van Florida en opnieuw (maar dan voor het 9e district) van 2013 tot 2017. In juli 2015 kondigde Grayson aan dat hij zich kandidaat zou stellen om de Republikein Marco Rubio op te volgen als senator. Hij werd echter bij de Democratische voorverkiezingen verslagen door Patrick Murphy.
Alan Grayson is een progressieve Democraat die tijdens zijn eerste ambtstermijn weinig vrienden maakte bij de Republikeinen door zijn felle uitspraken. In zijn tweede termijn toonde Grayson zich een effectieve beleidsmaker die, vaak in samenwerking met Republikeinen, veel amendementen goedgekeurd kreeg. In 2016 drukte Grayson zijn steun uit voor presidentskandidaat Bernie Sanders.